# República serbo-húngara de Baranya-Baja
La República serbo-húngara de Baranya-Baja (en húngaro: Baranya-Bajai Szerb-Magyar Köztársaság, en serbio: Српско-мађарска република Барања-Баја) fue un pequeño estado no reconocido internacionalmente, efímero, de orientación soviética proclamado en Pécs el 14 de agosto de 1921, en el territorio húngaro ocupado durante la posguerra de la Primera Guerra Mundial, tolerado y apoyado por el recientemente proclamado Reino de los Serbios, Croatas y Eslovenos. Su territorio incluyó la región geográfica de Baranya y la parte norte de la región de Bačka.

## Historia
Después de la derrota militar del Imperio austrohúngaro en octubre de 1918, el territorio de Baranya pasó a control del ejército serbio y fue administrada por un consejo popular ubicado en Novi Sad. Tras la derrota de la República Soviética Húngara de Béla Kun en agosto de 1919, muchos comunistas de Budapest escaparon del terror contrarrevolucionario del nuevo régimen del almirante Horthy a Baranya, donde Béla Linder, alcalde de Pécs, les dio refugio.
La Conferencia de Paz de París adjudicó Baranya a Hungría. Cuando la noticia acerca de esta decisión llegó a la región se desencadenó una huelga general hubo manifestaciones multitudinarias en Pécs en contra de la decisión, que culminaron en la Gran Asamblea Popular del 14 de agosto, en la que el pintor Petar Dobrović propuso a las 30.000 persoonas congregadas formar una república independiente, que incluyese la región de Baranya y la parte norte de Bačka alrededor del Baja. Tras ser aceptada su sugerencia por el pueblo, Petar Dobrović fue elegido presidente del comité ejecutivo de la nueva república; sin embargo, las autoridades de la nueva república no lograron el reconocimiento internacional de su independencia y, tras la retirada del ejército serbio que protegía el nuevo estado en agosto, las fuerzas de Horthy entraron en la región y pusieron fin a la república.

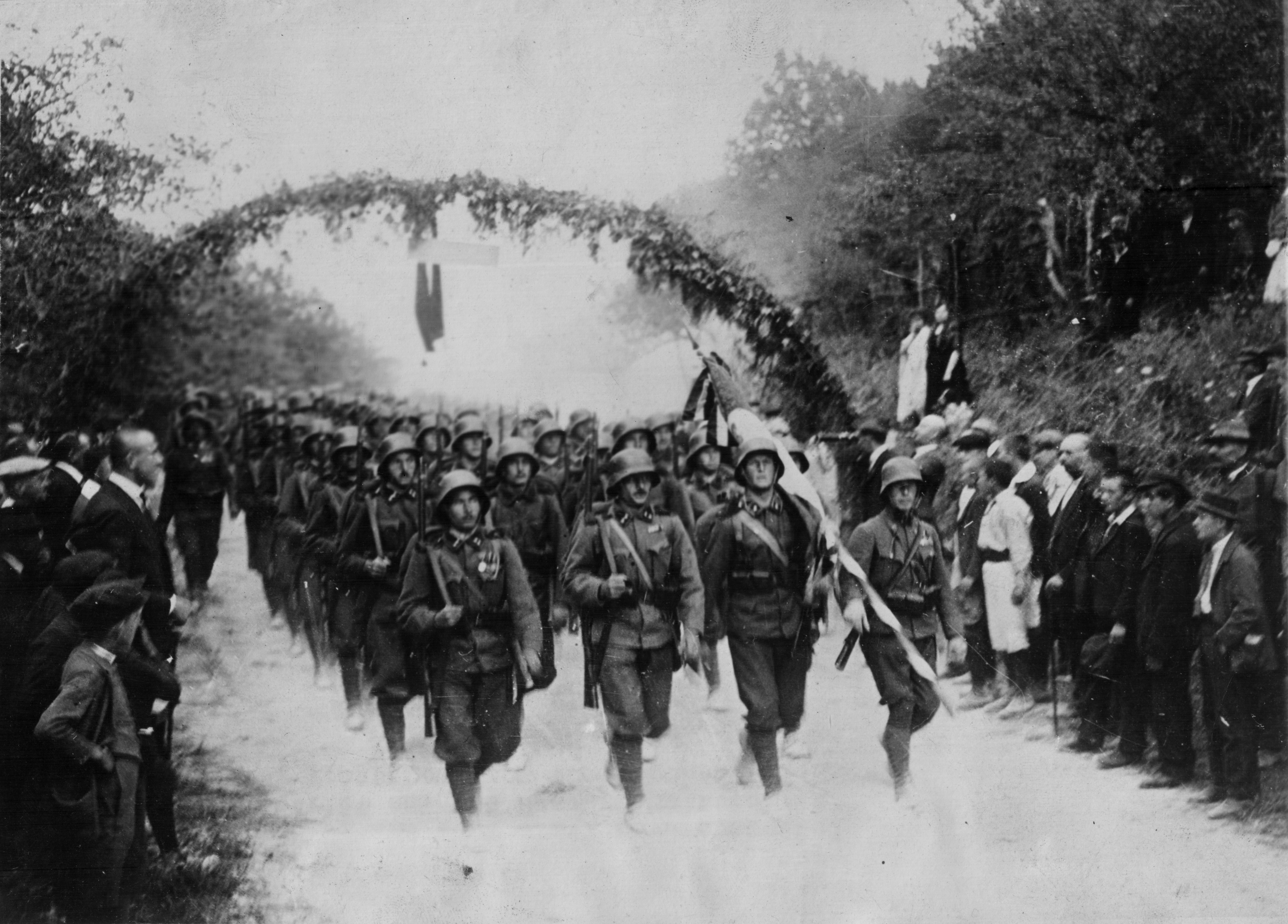
Tropas húngaras del nuevo régimen contrarrevolucionario ocupan Baranya en septiembre de 1921.

Entre el 21 y el 25 de agosto de 1921 el territorio reclamado por la república se dividió entre Hungría y el Reino de los Serbios, Croatas y Eslovenos (posterior Yugoslavia, en particular el territorio es hoy en día parte de las repúblicas de Croacia y Serbia), como ya se había decidido por el Tratado de Trianon de 1920.

## Población
La mayoría de los habitantes de la República eran de etnia húngara, mientras que otros grupos étnicos que vivían en la zona incluían serbios, croatas, Šokci, bunjevci, alemanes y suabos, judíos, romaníes, rumanos, eslovacos y otros.

## Presidente
El presidente del Comité Ejecutivo (del 14 al 25 de agosto de 1921), es decir, el presidente de la república, fue Petar Dobrovic (1890-1942), de etnia serbia.